# Oranje berkenspanner
De oranje berkenspanner (Archiearis parthenias) is een nachtvlinder uit de familie van de spanners (Geometridae).

## Kenmerken
De voorvleugellengte bedraagt tussen de 16 en 19 millimeter. De vlinder vliegt overdag. Hij lijkt sterk op de oranje espenspanner (Archiearis notha). De voorvleugel is bruin met een grijze tekening. Er komen bonte en eenkleurige vlinders voor. De franje aan de buitenrand is geblokt. De achtervleugel is bruin, met een oranje tekening. In het midden zit een grote bruine vlek die de rest van het bruin raakt (wat bij de oranje espenspanner meestal niet zo is).

## Waardplanten
De oranje berkenspanner heeft berk als waardplant. De pop overwintert.

## Voorkomen
De soort komt van Europa tot Oost-Azië voor.

### Nederland en België
De oranje berkenspanner is in Nederland een zeldzame en in België een tamelijk algemene soort. In Nederland wordt de soort vooral op de zandgronden gezien, en in de duinen van Noord-Holland en Terschelling. De vlinder kent jaarlijks één generatie die vliegt van eind februari tot en met april.